# Bulls on Parade
„Bulls on Parade“ je druhý singl americké rap metalové skupiny Rage Against the Machine z alba Evil Empire. Spolu se singlem „Killing in the Name“ je to jedna z jejich nejznámějších skladeb. Kapele se při vystoupení v programu Saturday Night Live povedl skandál, kdy se pokusila politicky protestovat.
Singl „Bulls on Parade“ se umístil na #15 žebříčku stanice VH1 40 Greatest Metal Songs.

## Seznam skladeb
CD singl, 7" 
1. „Bulls On Parade“ – 3:21
2. „Hadda Be Playing On The Jukebox“ (Live) – 8:03